# Afrobystra meridionalis
Afrobystra meridionalis là một loài tò vò trong họ Ichneumonidae.